# Carl August Erb
Carl August Erb, auch Karl August Erb (* 1. Februar 1791 in Heidelberg; † 1873 in Schwetzingen) war ein deutscher Rechtswissenschaftler, Hochschullehrer, Philosoph und Mathematiker.

## Leben
Erb nahm im Wintersemester 1807/08 das Studium der Rechtswissenschaften an der Universität Heidelberg auf, wechselte alsbald aber an die Universität Göttingen, wo er 1811 „mit ausgezeichnetem“ Lob seinen Abschluss machte. 1812 promovierte er in Göttingen zum Dr. iur., ein Jahr später habilitierte er sich. Anschließend lehrte Erb kurzzeitig als Dozent in Göttingen, bevor er 1814 als außerordentlicher Professor nach Heidelberg zurückkehrte. Bereits 1815 reichte er jedoch „wegen schwerer Depressionen“ sein Entlassungsgesuch ein. Auf Drängen seiner Kollegen nahm Erb das Gesuch wieder zurück, was mit einer Gehaltszulage und der zusätzlichen Ernennung zum außerordentlichen Professor der Philosophie belohnt wurde. Am 27. Oktober 1820 wurde Erb zum ordentlichen Professor ernannt, die Stellung trat er jedoch nie an, da der Vollzug der Ernennung bis zur vollständigen Herstellung seiner Gesundheit dispensiert wurde. Hierzu kam es nicht, vielmehr wurde Erb wegen seiner Gesundheitsbeschwerden 1844 pensioniert. Erb gründete in Bamberg eine „Chrono-astronomische Anstalt“, deren Ziel darin bestehen sollte, mit Hilfe einer zu gründenden Sternwarte zur Regulierung einer vereinheitlichten bürgerlichen Zeit in Deutschland beizutragen.

## Werk
Erb erfüllte die in ihn durch seine glänzenden Studienleistungen gesetzten Erwartungen nicht; nennenswerte rechtswissenschaftliche Werke hat er nicht verfasst, auch seine Dissertation ist nicht überliefert. Allerdings erlangte sein Name unter den Zeitgenossen durch seine Publikationen einige Bekanntheit. Erb war 1819 bei der Gründung des Vereins für Cultur und Wissenschaft der Juden Ratgeber von Eduard Gans. Laut Gans sei Erb „anerkannt als einer der scharfsinnigsten Köpfe Deutschlands, bis zum Erstaunen gelehrt.“

## Schriften
- Zur Mathematik und Logik: Vorspiele zu ihrer Erweiterung und Begründung. Oswald, Heidelberg 1821. Digitalisat
- Forschungen über Geschlechts-Natur. Groos, Heidelberg 1824. Digitalisat
- Mittheilung eines ersten Entwurfes zu einer aëro- und hydrodynamischen Gesellschaft oder Gesellschaft für Luft- und Wasserfahrt nach meinen Erfindungen. Heidelberg 1824. Digitalisat
- Wissenschaftliche Mittheilungen. Bd. 1, Nr. 1, Groos, Heidelberg, Leipzig 1828;[5] Nr. 2, 1831.[6]